# Norrtälje landsfiskalsdistrikt
Norrtälje landsfiskalsdistrikt var 1918–1964 ett landsfiskalsdistrikt i Stockholms län, bildat som Vätö landsfiskalsdistrikt när Sveriges indelning i landsfiskalsdistrikt trädde i kraft den 1 januari 1918, enligt beslut den 7 september 1917. Namnet ändrades 1 januari 1943 till Norrtälje landsfiskalsdistrikt. Den 1 januari 1965 avskaffades i Sverige samtliga landsfiskaler och landsfiskalsdistrikt, och deras arbetsuppgifter delades upp på de nyskapade indelningarna polisdistrikt, åklagardistrikt och kronofogdedistrikt.
Landsfiskalsdistriktet låg under länsstyrelsen i Stockholms län.

## Ingående områden
När Sveriges nya indelning i landsfiskalsdistrikt trädde i kraft den 1 oktober 1941 (enligt kungörelsen den 28 juni 1941) tillfördes kommunerna Lohärad och Malsta från Sjuhundra landsfiskalsdistrikt och regeringen anförde i kungörelsen att den ville i framtiden besluta om Norrtälje stads förenande med landsfiskalsdistriktet. Den 1 januari 1943 (enligt beslut den 31 december 1942) ändrades distriktets namn till Norrtälje landsfiskalsdistrikt och staden förenades i polis- och åklagarhänseende men inte i utsökningshänseende, vilket staden fortsatte att sköta själv. 1 januari 1948 förenades Norrtälje stad med distriktet även i utsökningshänseende, och tillhörde då i alla avseenden landsfiskalsdistriktet, samtidigt som stadsfiskalstjänsten i Norrtälje upphörde. När Sveriges nya indelning i landsfiskalsdistrikt trädde i kraft den 1 januari 1952 (enligt kungörelsen 1 juni 1951) ändrades distriktets omfattning.

### Från 1918
Bro och Vätö skeppslag:
- Björkö-Arholma landskommun
- Roslags-Bro landskommun
- Vätö landskommun

Lyhundra härad:
- Estuna landskommun
- Söderby-Karls landskommun

### Från 1 oktober 1941
Bro och Vätö skeppslag:
- Björkö-Arholma landskommun
- Roslags-Bro landskommun
- Vätö landskommun

Lyhundra härad:
- Estuna landskommun
- Lohärads landskommun
- Malsta landskommun
- Söderby-Karls landskommun

### Från 1943
- Norrtälje stad (förutom i utsökningshänseende, som staden skötte själv)[4]

Bro och Vätö skeppslag:
- Björkö-Arholma landskommun
- Roslags-Bro landskommun
- Vätö landskommun

Lyhundra härad:
- Estuna landskommun
- Lohärads landskommun
- Malsta landskommun
- Söderby-Karls landskommun

### Från 1948
- Norrtälje stad

Bro och Vätö skeppslag:
- Björkö-Arholma landskommun
- Roslags-Bro landskommun
- Vätö landskommun

Lyhundra härad:
- Estuna landskommun
- Lohärads landskommun
- Malsta landskommun
- Söderby-Karls landskommun

### Från 1 januari 1952
- Blidö landskommun
- Frötuna landskommun
- Lyhundra landskommun
- Norrtälje stad
- Sjuhundra landskommun
- Roslags-Länna landskommun